# Puruliya
Puruliya (alternativt Purulia, bengali পুরুলিয়া) är en stad i den indiska delstaten Västbengalen. Den är administrativ huvudort för distriktet Puruliya och hade 121 067 invånare vid folkräkningen 2011, med förorter 126 815 invånare.